# Gl. Estrup Gartneri
Gl. Estrup Gartneri A/S er en dansk frilandsgartnerivirksomhed, der producerer gulerødder, porrer og forårsløg. Virksomhedens grøntsager sælges igennem Coop Danmarks butikker. Gartneriet findes nær Gammel Estrup ved Auning. I 2023 var der 261 ansatte. Gl. Estrup Gartneri blev grundlagt af Knud Dahl Andersen i 1986. Det er fortsat ejet af familien Dahl Andersen.